# KNX

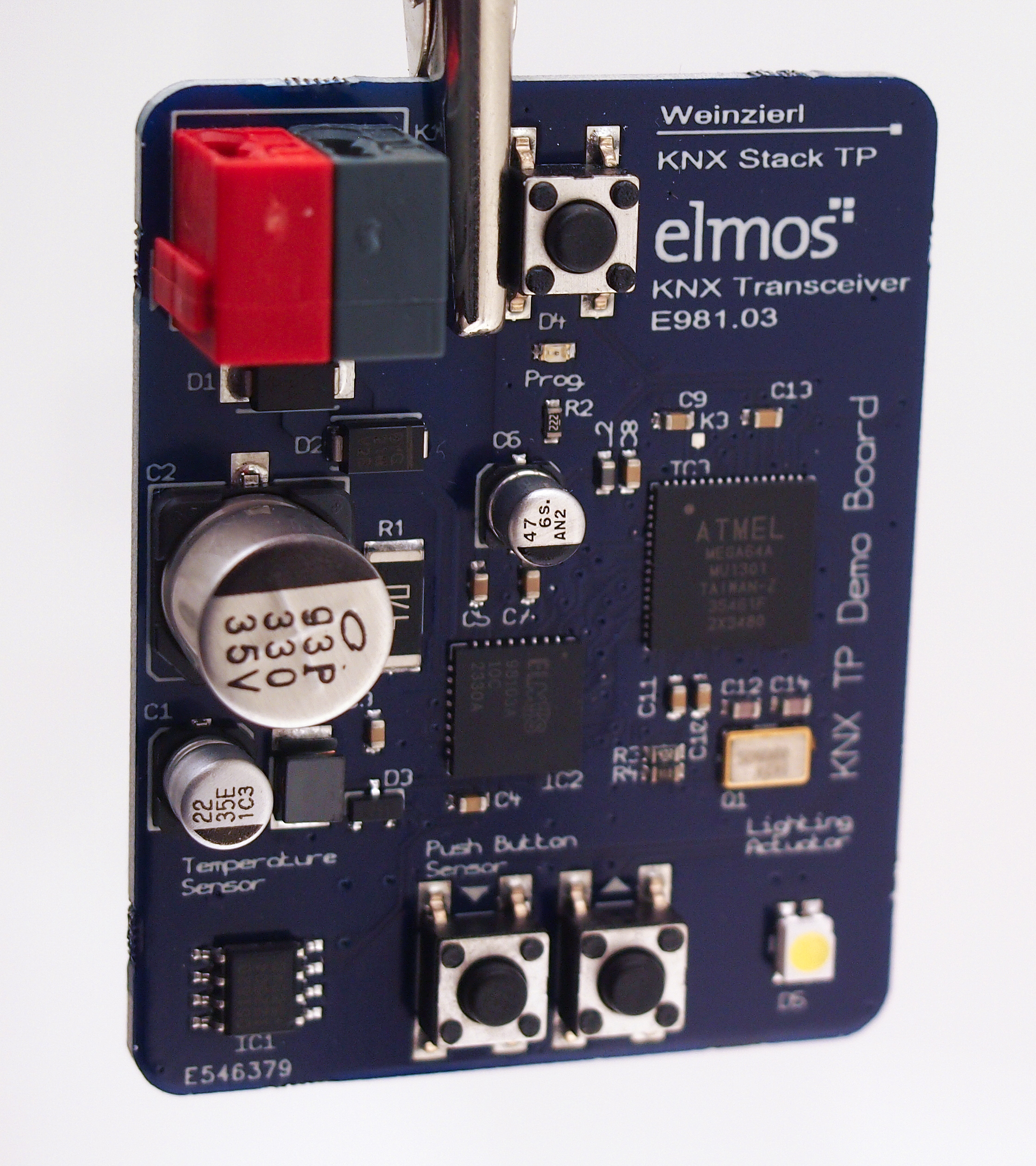
KNX-Transceiver-Board фирмы Elmos

KNX — коммуникационная шина, широко используемая для автоматизации зданий.
Стандарт шины KNX стал развитием более ранней разработки EIB (аббр. от англ. European Installation Bus, рус. Европейская установочная шина, Европейская шина установочных изделий). EIB — устаревшее обозначение, но оно продолжает использоваться, особенно в Европе. Иногда используется обозначение EIB/KNX.
Продукция KNX распространяется под несколькими торговыми марками. Наиболее известны Instabus, ABB i-Bus, Tebis, Theben.

## История
В феврале 1990 года была организована ассоциация EIBA со штаб-квартирой в г. Брюсселе (Бельгия). Основателями ассоциации были компании Siemens, Gira, ABB, Berker, JUNG и другие — всего 15 компаний. Задачи ассоциации: продвигать на рынке саму технологию, следить за качеством и совместимостью оборудования, производимого её членами, и подготавливать программы обучения специалистов. Через несколько лет уже около 100 европейских и мировых компаний предлагали сертифицированное оборудование под логотипом EIB. В настоящее время, в 2024 году, продукцию под логотипом KNX выпускают более 500 компаний во всем мире.
Участники ассоциации контролировали до 80 % европейского рынка установочных изделий. К середине 2000 года в мире было установлено более 10 миллионов устройств EIB.
В мае 1999 произошло объединение трех европейских ассоциаций автоматизации зданий в одну, которая со временем получила окончательное название «Ассоциация KNX». Произошло и слияние трех технологий: EIB, EHS (European Home System) и Batibus. По мнению различных экспертов, в стандарте KNX до 80-90 % составляет технология EIB. Это объединение — результат общей интеграции в Европе. Главенство EIBА не скрывалось всеми участниками, именно поэтому многие специалисты до сих пор предпочитают говорить о EIB/KNX. В конце 2003 года технология была утверждена как европейский стандарт EN 50090, а в 2006 году — как международный стандарт ISO/IEC 14543.

## Протокол передачи данных
Протокол KNX может быть рассмотрен на основе сетевой модели OSI. Это децентрализованная (распределенная) одноранговая сеть с событийным управлением. Сеть KNX поддерживает стандартный протокол передачи данных, который реализуется в различных передающих средах.

## Среды передачи данных
- витая пара (KNX TP) —  специальный кабель с фиксированной скоростью передачи 9600 бит/с
- силовая линия (KNX PL) — скорость передачи 1200 бит/с, первоначально только поверх 230 В, 50 Гц (в настоящее время не применяется)
- IP-сеть (KNX IP) — например, Ethernet
- радиоканал (KNX RF) — для обмена используется частотная полоса 868,0 - 870,0 МГц

## Общие сведения
Подключенные к шине (сети) абоненты (устройства) могут обмениваться информацией через общий канал передачи, шину. При этом подлежащая передаче информация упаковывается в телеграмму и передается по кабелю от датчика (сенсора — отправителя команд) к одному или нескольким исполнительным механизмам. При успешной передаче и приеме каждое устройство-приёмник квитирует (подтверждает) получение телеграммы. При отсутствии подтверждения передача повторяется еще три раза. Если и после этого квитирование отсутствует, то процесс передачи заканчивается. Именно поэтому протокол KNX не является «промышленным», то есть его нельзя применять в приложениях, связанных с опасностью для людей.
Передача производится модулированием напряжения в сети, причём логический нуль пересылается в виде импульса с амплитудой примерно ±6 В. Отсутствие импульса интерпретируется как логическая единица. Телеграммы пересылаются пакетами по 8 информационных байт. Пересылка байт синхронизируется старт- и стоп-битами. Есть бит контроля чётности.
Для разрешения коллизий (столкновений) телеграмм в сети TP1 применяется метод CSMA/CA. Этот метод гарантирует случайный беспроблемный доступ устройств к шине, при этом - без существенного снижения её максимальной пропускной способности. При этом гарантируется, что первоначально будут переданы сообщения с наивысшим приоритетом. Приоритет телеграмм задается в программе ETS.
Для того, чтобы система заработала, необходимо не только установить устройства и соединить их необходимыми кабелями между собой и с силовой сетью, но и запрограммировать устройства с помощью программного обеспечения ETS. До загрузки необходимо провести следующие операции: назначить устройствам индивидуальные физические адреса, выбрать и настроить (параметризировать) прикладные программы устройств, создать структуру групповых адресов и объединить в них объекты связи (групповые объекты).
В пределах одной сети каждое устройство должно иметь уникальный индивидуальный физический адрес. Назначение адресов производится с помощью ETS. Перед назначением устройству адреса оно переводится в режим программирования, как правило, путём нажатия на специальную кнопку на лицевой части корпуса. При этом для подтверждения режима записи физического адреса загорается красный светодиод. Групповые (логические) адреса могут быть назначены активным устройствам системы вне зависимости от их расположения и значений физических адресов. Исполнительным устройствам (получателям телеграмм) может быть назначено несколько групповых адресов, но сенсоры (датчики) могут отправлять телеграмму только по одному адресу. В сложных системах, как правило, используют трехуровневую систему групповой адресации (главная группа/средняя группа/подгруппа).
Объекты связи, между которыми устанавливается коммутация, могут иметь размер от 1 бита до 14 байт в зависимости от функции, выполняемой этим объектом. У устройств количество объектов связи может быть разным. Например, у двухклавишного выключателя их будет минимум два с размерами в один бит. Каждый объект связи может иметь 6 флагов для задания поведения в системе.

## Устройства
В состав оборудования KNX входят следующие типы устройств:
- Сенсоры (датчики) — сенсорные настенные панели и выключатели; датчики физических величин — температуры, влажности и т. д.; датчики движения, таймеры и другие. Они отвечают за фиксирование (регистрацию) тех или иных внешних событий, наступление которых должно вызвать определённую ответную реакцию системы. После наступления такого события (нажатие кнопки, превышение температурой порогового значения и т. п.) сенсор посылает по сети широковещательную управляющую команду.
- Исполнительные устройства (актуаторы) — световые регуляторы (диммеры), релейные модули; модули управления жалюзи и другие. Они меняют своё состояние (включено-выключено, открыто-закрыто и т. п.) в соответствии с командами, поступающими от сенсоров, тем самым управляя различным электрооборудованием.
- Системные устройства — блоки питания, интерфейсные модули для программирования устройств (USB, IP), линейные соединители, логические модули. Системные устройства обеспечивают работоспособность и возможность настройки сети KNX.

## Топология сети
- Для простых систем используется топология линия. Она предполагает не только соединение устройств последовательно, но также возможность ответвлений и соединений в одной точке, т. е. возможна топология и звезда. В сегмент линии можно установить не более 256 устройств. В одной линии может быть любое количество сегментов.
- Если устройств больше, то рекомендуется топология область (Area). При такой топологии линия с номером 0 становится главной линией области и к ней можно присоединить до 15 дополнительных линий.
- Самая сложная "древовидная" топология реализуется при объединении областей с помощью магистральной линии. Таких областей может быть до 15. Таким образом, максимальное число устройств в сети может достигать 57600.

Считается, что "древовидная" топология лучше всего подходит для домов и зданий. Возможны любые физические топологии, за исключением "кольца".

## Конфигурация сети (Программирование)
Проектирование системы на базе KNX осуществляется с помощью специализированного инженерного программного обеспечения ETS, причём конфигурирование сети может производиться в двух режимах:
- S-Mode (System mode) — полный доступ к конфигурированию всех параметров устройств, включая проектирование, формирование групповых адресов и программирование (загрузка) устройств при помощи ETS. Используется для создания систем квалифицированными специалистами.
- E-mode (Easy mode) — упрощенный режим конфигурирования. Большинство настроек выставлено по умолчанию, некоторые можно изменить при помощи управления (клавиш) на контроллере.

С самого начала существования KNX существовало несколько версий программы ETS. В настоящее время последней версией является ETS6. Все проекты, создаваемые в ETS, являются полностью совместимыми снизу-вверх.

## Ассоциация KNX
Название объединённой ассоциации с 1999 года сначала было именно KONNEX. Она образовалась из трёх европейских ассоциаций:
- European Installation Bus Association (EIBA);
- BatiBus Club International (BCI);
- European Home Systems Association (EHSA).

В основе объединения была технология EIB. От двух последних в общие спецификации вошли физические среды для передачи информации TP0 и PL132. Также предполагалось, что для существующих реализаций BatiBus и EHS будут разрабатываться адаптеры и шлюзы для совместной работы устройств.
Фундаментальные цели новой ассоциации KONNEX остались прежними - продвижение (под именем KNX) «единого стандарта» полевой шины управления как для домов, так и для зданий.

## Платформы и протоколы с такими же задачами
Платформа автоматизации предполагает открытый протокол, зафиксированный международными стандартами, международную ассоциацию производителей, систему обучения и продвижения. На сегодня таких платформ 3, включая KNX:
- LonWorks — протокол (уже практически не существует)
- BACnet — протокол

Протоколов, в том числе открытых, довольно много, например:
- Modbus — протокол
- C-Bus  — протокол

## Книги и статьи
- Dietrich, EIB: Gebludebussystem. Huthig 2000, ISBN 3-7785-2795-9
- Д. Дитрих, В. Кастнер, Т. Саутер, О. Низамутдинов «EIB — Система автоматизации зданий», пер. с нем. под ред. О. Б. Низамутдинова, М. В. Гордеева, ПермГТУ, г. Пермь, 2001 год. — 378 стр
- Пасеков В. Описание платформы автоматизации зданий KNX//БДИ: безопасность, достоверность, информация. 2010. №3. С. 50-51.
- Пасеков В. Возможности использования платформы KNX  в системах безопасности// БДИ: безопасность, достоверность, информация. 2010. №4. С. 42-44.
- Пасеков В. Дорогу автоматизации осилит идущий: Интервью с Андреем Шмаковым, директором компании Embedded Systems//Автоматизация зданий: информационный бюллетень. 2011. №10 (51) декабрь. С.14.
- Пасеков В. Европейская платформа автоматизации зданий KNX: плюсы и минусы технологии//Автоматизация зданий: информационный бюллетень. 2011. №10 (51) декабрь. С.17.
- Пасеков В. Платформа KNX: топология и телеграммы//Автоматизация  зданий: информационный бюллетень. 2012. №1(52) февраль. С.40.